# Keith Owens
Keith Kensel Owens (San Francisco, 31 maggio 1969) è un ex cestista statunitense, professionista nella NBA, in Francia e in Spagna.

## Palmarès
- Liga catalana: 1

Joventut Badalona: 1994